# Vincenzo Ambrosio
Vincenzo Ambrosio (Roma, 14 luglio 1913 – Nevice, 10 marzo 1941) è stato un militare italiano, decorato di medaglia d'oro al valor militare alla memoria nel corso della seconda guerra mondiale.

## Biografia
Nacque a Roma il 14 luglio 1913, figlio di Giuseppe e Emilia La Fortuna. 
Arruolato nel Regio Esercito uscì dalla Scuola allievi ufficiali di Salerno nel giugno 1934 con il grado di sottotenente di complemento dell'arma di fanteria. Compiuto il servizio di prima nomina presso il 231º Reggimento fanteria "Avellino", fu posto in congedo il 21 gennaio 1935. Ripresi gli studi universitari presso l'Università di Roma si laureò in giurisprudenza alla fine dell’anno. Entrato per concorso al Ministero dell'Africa Italiana, veniva destinato a prestare servizio presso il Governatorato di Galla e Sidama presso il quale rimase per circa tre anni ricoprendo funzioni difficili e delicate, e partecipando anche, volontariamente, ad operazioni di grande polizia coloniale. Ritornato in Patria, dopo l'entrata in guerra del Regno d'Italia, avvenuta il 10 giugno 1940, chiese, ed ottenne successivamente, di partire volontario per il fronte greco-albanese. Soltanto dopo essersi dimesso dall'impiego gli fu consentito di raggiungere il 231º Reggimento, appartenente alla 11ª Divisione fanteria "Brennero", dove, con la promozione a tenente, gli fu affidato il comando di un reparto arditi. Cadde in combattimento a Nevice il 10 marzo 1941, e fu poi insignito della medaglia d'oro al valor militare alla memoria.

## Pubblicazioni
- Tre anni fra i Galla e Sidama, 1937-1940. Lettere di un funzionario coloniale e testimonianze della sua morte sul campo, Signorelli, Milano, 1942.